# Nairobi City Thunder
I Nairobi City Thunder sono una squadra professionistica di pallacanestro del Kenya, con sede nel quartiere Shauri Moyo di Nairobi. Fondata nel 1998 con il nome di NSSF Stars, la squadra milita nella KBF Premier League, la massima divisione del basket maschile in Kenya. I Thunder parteciperanno anche alla Basketball Africa League (BAL) per la stagione 2025, diventando la prima squadra keniota a prendere parte al torneo.
Le partite casalinghe dei Thunder si disputano al Nyayo Indoor Gymnasium, che può ospitare fino a 2.500 spettatori. La squadra ha vinto due titoli nazionali: il primo nel 2000 (come NSSF Stars) e il secondo nel 2024.

## Storia
Il club è stato fondato da Faustin Mgendi nel 1998 con il nome di NSSF Stars, come squadra aziendale del National Social Security Fund, un ente governativo responsabile della gestione dei fondi pensione in Kenya. Mgendi, oltre ad essere il fondatore, ha anche ricoperto il ruolo di allenatore della squadra nei primi anni. I NSSF Stars hanno raggiunto per la prima volta la finale della KBF Premier League nel 1999, vincendo il campionato l’anno seguente, nel 2000.
Nel 2003 la squadra ha cambiato nome in International Christian Center, grazie alla sponsorizzazione dell’omonima chiesa, che è durata fino al 2010. Terminato l’accordo di sponsorizzazione, la squadra è diventata indipendente dal punto di vista finanziario e ha assunto il nome attuale di Nairobi City Thunder. Il secondo accesso alla finale è arrivato nel 2019, a quasi trent’anni dal primo titolo, ma la squadra uscì sconfitta nella serie per il titolo.
Nel 2023, la squadra è stata acquistata dalla Twende Sports Limited, fondata da Colin Rasmussen, Sandra Kimokoti, Kush Diriye e Stephen Domingo. A seguito dell’acquisizione, il club si è trasformato in una vera e propria organizzazione professionistica, diventando la prima squadra di basket in Kenya a impiegare giocatori professionisti a tempo pieno. Il nuovo assetto ha portato un notevole supporto finanziario con l’obiettivo di costruire un club d’élite e sviluppare un programma giovanile solido. Per la stagione 2023-24, i Thunder hanno ingaggiato Brad Ibs come capo allenatore, succedendo allo storico coach Sadat Gaya, e hanno arricchito il roster con diversi giocatori di primo piano.
Il 20 luglio 2024, i Thunder hanno vinto il loro secondo titolo della KBF Premier League, battendo i KPA nella finale della stagione 2023-24. I giocatori Griffin Ligare e Albert Odero sono stati nominati rispettivamente MVP dei Playoff e MVP della Stagione.
In quanto campioni nazionali, i Thunder si sono qualificati per il Road to BAL, il torneo preliminare della Basketball Africa League (BAL). Nell’offseason del 2024, la squadra ha firmato Tylor Ongwae, reduce da nove stagioni in Europa, ed ha ulteriormente rinforzato la rosa con l’arrivo di stranieri come Will Davis e Uchenna Iroegbu. Dopo aver superato il primo turno, i Thunder hanno acquisito altri veterani del continente africano, Abdoulaye Harouna e Ater Majok, entrambi presenti in ogni edizione precedente della BAL. Il 2 dicembre, i Thunder hanno sconfitto i City Oilers in semifinale, qualificandosi per la stagione 2025 della BAL e diventando così la prima squadra keniota della storia a raggiungere questo traguardo.

## Palmarès

### Competizioni nazionali
- KBF Premier League

Campioni (2): 2000, 2023-2024
Finalista (2): 1999, 2019

## Organico
Organico per la stagione 2024-2025
|    | Naz.                                         | Ruolo | Sportivo             | Anno | Alt. | Peso |  |
| -- | -------------------------------------------- | ----- | -------------------- | ---- | ---- | ---- |  |
| 2  | Stati Uniti (bandiera) · Kenya (bandiera)    | G     | Derrick Ogechi       | 1998 | 190  | 93   |  |
| 7  | Kenya (bandiera)                             | PG    | Kennedy Wachira      | 1995 | 180  | 83   |  |
| 9  | Kenya (bandiera)                             | AP    | Tylor Ongwae         | 1991 | 201  | 93   |  |
| 10 | Niger (bandiera)                             | G     | Abdoulaye Harouna    | 1992 | 196  | 89   |  |
| 10 | Stati Uniti (bandiera) · Kenya (bandiera)    | G     | Albert Odero         | 1997 | 193  | 82   |  |
| 11 | Kenya (bandiera)                             | AP    | Eugene Adera         | 1997 | 203  |      |  |
| 15 | Kenya (bandiera)                             | AG    | Ariell Okall Koranga | 1989 | 206  | 102  |  |
| 24 | Sudan del Sud (bandiera)                     | G     | Garang Ding          | 2001 | 198  | 85   |  |
| 30 | Kenya (bandiera)                             | PG    | David Etyang         | 2005 |      |      |  |
| 45 | Kenya (bandiera)                             | PG    | Griffin Wisyuba      | 1985 | 174  | 78   |  |
| 55 | Kenya (bandiera)                             | C     | Fidel Okoth          | 1996 | 203  | 100  |  |
| 77 | Kenya (bandiera)                             | AG    | James Mwangi         | 1989 | 198  | 81   |  |
|    | Sudan del Sud (bandiera) · Libano (bandiera) | C     | Ater Majok           | 1987 | 208  | 106  |  |

### Staff tecnico
| Ruolo           | Nome     |
| --------------- | -------- |
| Capo Allenatore | Brad Ibs |